# Piljužići (Republika Serbska)
Piljužići (cyr. Пиљужићи) – wieś w Bośni i Hercegowinie, w Republice Serbskiej, w gminie Teslić. W 2013 roku liczyła 12 mieszkańców.